# Novosilka, Pidvolociîsk
Novosilka (în ucraineană Новосілка) este o comună în raionul Pidvolociîsk, regiunea Ternopil, Ucraina, formată numai din satul de reședință.

## Demografie
Componența lingvistică a comunei Novosilka
     Ucraineană (99,93%)
     Alte limbi (0,07%)
Conform recensământului din 2001, majoritatea populației comunei Novosilka era vorbitoare de ucraineană (99,93%), existând în minoritate și vorbitori de alte limbi.